# Bibliothèque de l'Université de Saragosse
La Bibliothèque de l’Université de Saragosse (BUZ) est un service appartenant à l’Université de Saragosse et elle est chargée de la gestion des ressources d’information concernant les processus d’apprentissage, d’enseignement, de recherche et de formation. Sa principale mission est la conservation, l’augmentation, l’accès et la diffusion des ressources d’information, de même que la collaboration dans les processus de création de la connaissance.
La structure, le fonctionnement, les valeurs et les objectifs de la Bibliothèque sont définis aussi bien dans son Règlement  et sa Charte de Services que dans ses Plans stratégiques, ces derniers appartenant à la période de 2021-2024.
La Bibliothèque de l’université de Saragosse possède une structure divisée en 19 bibliothèques d’établissement et de campus, en plus de la Direction et des services centraux et d’une série de bibliothèques rattachées à d’autres institutions par accord mutuel. 

## Histoire
Même si officiellement la BUZ voit le jour le 17 novembre 1796 avec son ouverture solennelle au public, les efforts pour sa constitution sont liés au développement de l’Illustration et la politique éducative de Charles III, dont l’Ordre royal du 14 mars 1759 ordonnait la création de bibliothèques dans toutes les Universités du Royaume. 
Cependant, ses débuts se sont vus menacés lorsque le 4 août 1809, en pleine Guerre de l’Indépendance et pendant le deuxième Siège de la ville par les troupes françaises, les bombardements finirent par enterrer cette récente création. À la fin du conflit commence une longue période de reconstruction, qui, tout en supposant une augmentation des fonds, marquera l’affirmation d’un des traits particuliers de la Bibliothèque: son caractère ambulant. Pendant le XIXe siècle et une bonne partie du XXe elle n’aura pas d’emplacement fixe.
La réouverture eut lieu en 1849. Vers la fin du XIXe siècle, la Bibliothèque se divisera en trois sections: la section Générale ou section de l’Université, la section Médecine et Sciences et la section Archives Historiques. Cette dispersion des fonds s’accentuera pendant les premières années du XXe siècle. La Guerre Civile entraînera la réalisation d’autres activités plus proches de l’implantation de l’idéologie du  groupe franquiste et la répression culturelle que des activités des bibliothèques. Ainsi, le Service de Lecture au Soldat voit le jour et la Commission Dépuratrice des Bibliothèques du District Universitaire de Saragosse est organisée pour retirer les œuvres considérées nocives pour le Nouvel État. Pendant le Franquisme, la construction de la Cité Universitaire impliqua le déplacement progressif de les Facultés de Philosophie et Lettres, Sciences, Droit et Médecine (avec leurs bibliothèques respectives) vers le nouveau complexe, et celui de la majeure partie de la collection historique et de la collection et des archives historiques vers le bâtiment de la Faculté de Philosophie et Lettres. En dehors de l’enceinte il ne restait qu’une partie de l’ancien patrimoine situé dans l’ancien bâtiment de la Chapelle Cerbuna (XVIe siècle) qui s’est effondrée le 6 mai 1973 à cause de la détérioration de l’édifice et de la négligence institutionnelle. 
La Bibliothèque commence à se rétablir avec les premiers Statuts démocratiques, après l’approbation de la LRU en 1984. À partir de ce moment commence une période de changements qui comprend une augmentation considérable du personnel, la construction de nouveaux bâtiments de bibliothèque, comme celui de la Faculté d’Économie et Entreprise (1996) ou celui de Philosophie et Lettres (2003). Il s’entreprend aussi une réorganisation progressive des collections qui, bien qu’elle respecte la structure décentralisée propre à l’Université, rompt avec l’excessive fragmentation des collections qui l’avaient caractérisée jusque-là. L’automatisation du catalogue et le développement de la bibliothèque numérique caractérisent la période comprise entre 1995 et le début du XXIe siècle. 
Quant à la Bibliothèque Générale, lors de la Célébration du IVe Centenaire de l’Université, elle fut transférée en 1984 dans le nouveau bâtiment restauré et aménagé par l’architecte Ricardo Magdalena pour abriter les Facultés de Médecine et de Sciences. En 2011, après un nouvel aménagement intégral qui commença en 2006, la Bibliothèque Générale, les services centraux et le Centre de Documentation Européenne retournèrent dans le bâtiment du Paraninfo. L’ancienne salle de lecture a été aménagée comme espace consacré à l’exposition du patrimoine bibliographique. 

## Structure
La BUZ est organisée dans un système de bibliothèques unique, décentralisé en bibliothèques d’établissements et coordonné à travers la Direction de la Bibliothèque.

## Fonds et collections

### Fonds de la Bibliothèque de l’Université de Saragosse
La Bibliothèque de l’Université de Saragosse abrite le patrimoine bibliographique le plus important de l’Aragon. Elle possède plus d’un million de volumes en divers formats et supports, et elle rend en même temps possible l’accès à plus de 20 000 revues numériques et diverses bases de données en rapport avec les différentes disciplines scientifiques enseignées, à travers 24 points de connexion situés dans les établissements éducatifs de l’Université. 
Le catalogue « Roble » permet de connaître le contenu de la Bibliothèque et il offre un Bulletin de Nouveautés Bibliographiques où l’on inclut les dernières nouveautés intégrées dans la Bibliothèque. Depuis 2013, l’outil “Alcorze” permet de lancer des recherches de manière simultanée dans le catalogue, le dépôt et les ressources électroniques auxquelles la Bibliothèque s’est souscrite. 

### Patrimoine Bibliographique
L’importante collection de documents d’œuvres spécialement significatives, aussi bien pour leur antiquité que pour leur valeur, forment le patrimoine bibliographique de l’Université. La Bibliothèque Générale est celle qui en conserve la majeure partie. Dû à leurs caractéristiques particulières, ces œuvres ont des conditions de consultation spécifiques, même si beaucoup d’entre elles sont accessibles à travers la Bibliothèque Digitale du patrimoine Antique de l’Université de Saragosse.
Il existe notamment 416 manuscrits, datant d’entre le XVe et le XIXe siècle ; 406 incunables ; et un important corpus d’œuvres imprimées, publiées entre le XVIe et le XVIIe siècle, de même qu’un grand éventail de publications provenant de toutes les institutions scientifiques et culturelles aragonaises.
Le projet BIVIDA (Bibliothèque Virtuelle du Droit Aragonais) fournit les copies numériques d’une bonne partie des œuvres de droit aragonais de la Bibliothèque de l’Université de Saragosse. 

## Services
La Bibliothèque dispose de divers services consistant entre autres en l’usage de ses collections, en espaces d’enseignement, en apprentissage et recherche, en actions de communication, en résolutions de consultations et en formation (pour ne citer que ceux-là).

### Usage des collections
- Consultation en salle
- Prêts: En plus du prêt à domicile, il inclut divers services personnalisés à travers le compte usager (renouvellements, réservations, historique, etc.)
- Accès en ligne à des ressources et des services électroniques.

### Espaces et équipements pour l’enseignement, l’apprentissage et la recherche.
- Utilisation d’espaces et d’équipements adéquats tels que: salles de lecture, zones Wi-Fi, salles de travail en groupe, reprographie et ordinateurs au service du public.

### Communication
Des actions développées par la Bibliothèque pour offrir des informations d’intérêt pour les usagers sur ses services, ses ressources et ses activités, et pour canaliser les opinions et demandes des utilisateurs. 
Elle organise la communication à travers les canaux suivants : 
- Nouvelles : Sur son site web, la Bibliothèque donne des renseignements sur les dernières nouvelles, des horaires, des conférences, des séminaires, etc. et elle offre des informations professionnelles aux bibliothécaires. Elle dispose d’un blog, « Tirabuzón », qui permet de communiquer et d’interagir non seulement avec la communauté universitaire, mais aussi avec tous ceux qui s’intéressent aux sujets en rapport avec le monde des bibliothèques.
- Expositions : La Bibliothèque diffuse son patrimoine bibliographique à travers des expositions dans la célèbre Salle de Lecture de la Bibliothèque Générale, et dans les bibliothèques d’établissement.
- Web 2.0: La Bibliothèque de l’Université de Saragosse est présente sur les réseaux sociaux, un moyen de se rapprocher de ses usagers potentiels. Il a été créé un compte sur Facebook, un profil institutionnel sur X, une rubrique sur Pinterest, un compte Slideshare, Flickr et Instagram et une chaîne sur Youtube.

### Gestion de la collection
- Bibliographie recommandée pour les matières des différents cursus.
- Ressources pour la recherche. À travers les collections et les services d’appui à la gestion de la recherche.

### Accès au document
- Prêt entre bibliothèques et matériel photographique.

### Référence générale et spécialisée
- Résolution des consultations d’information générale et spécialisée à titre présentiel, téléphonique ou électronique.

### Formation des usagers
- Formation générale et spécialisée sur demande
- Compétences d’information

## L’ouverture d’accès à l’Université de Saragosse
Depuis 2008, la Bibliothèque de l’Université de Saragosse participe activement à la philosophie d’ouverture d’accès à travers le dépôt institutionnel Zaguán. Il se compose actuellement d’une grande collection de copies numériques du patrimoine antique de la Bibliothèque de l’Université, d’œuvres académiques, de livres, de thèses, de rapports, d’articles prépubliés et de patrimoines personnels reçus par héritage ou donation, comme celui du poète Miguel Labordeta. 

## Distinctions
La Bibliothèque a obtenu en 2011 le Sceau de l’Excellence Européenne 400+ pour son Système de Gestion, selon les critères du Modèle European Foundation for Quality Management d’Excellence, renouvelé en 2013, 2015, 2018 et en 2023 a obtenu le Sceau de l’Excellence Européenne 500.  
En 2012, elle a aussi été reconnue par le du Club Entreprise 400 de la part de l’Institut Aragonais de la Promotion et a reçu en 2013 le Sceau de l’Excellence Aragon Entreprise